# Itamarati (Amazonas)
Pour les articles homonymes, voir Itamarati.
Itamarati est une ville brésilienne de l'ouest de l'État de l'Amazonas.